# Солнцевское сельское поселение
Солнцевское се́льское поселе́ние — муниципальное образование в Исилькульском районе Омской области Российской Федерации.
Административный центр — село Солнцевка.

## География
Расстояние до районного центра — 10 км.

## История
Статус и границы сельского поселения установлены Законом Омской области от 30 июля 2004 года № 548-ОЗ «О границах и статусе муниципальных образований Омской области».

## Население
| 2010  | 2011  | 2012  | 2013  | 2014  | 2015  | 2016  |
| ----- | ----- | ----- | ----- | ----- | ----- | ----- |
| 2742  | ↘2730 | ↘2691 | ↘2682 | ↘2668 | ↘2667 | ↘2663 |
| 2017  | 2018  | 2019  | 2020  | 2021  | 2023  |       |
| ↗2695 | ↘2669 | ↗2670 | ↗2673 | ↗2973 | ↗2979 |       |

## Состав сельского поселения
| № | Населённый пункт | Тип населённого пункта       | Население |
| - | ---------------- | ---------------------------- | --------- |
| 1 | № 12             | хутор                        | →217      |
| 2 | Водяное          | деревня                      | ↘335      |
| 3 | Кордон № 1       | населённый пункт             | ↘58       |
| 4 | Память Свободы   | деревня                      | ↘82       |
| 5 | Петровка         | деревня                      | ↘245      |
| 6 | Солнцевка        | село, административный центр | ↘1805     |